# Адамово (Ельблонзький повіт)
Адамово (пол. Adamowo, нім. Ellerwald II Trift) — село в Польщі, у гміні Ельблонґ Ельблонзького повіту Вармінсько-Мазурського воєводства.
Населення — 60 осіб (2011).
У 1975-1998 роках село належало до Ельблонзького воєводства.

## Демографія
Демографічна структура станом на 31 березня 2011 року:
|          | Загалом | Допрацездатний вік | Працездатний вік | Постпрацездатний вік |
| -------- | ------- | ------------------ | ---------------- | -------------------- |
| Чоловіки | 36      | 10                 | 25               | 1                    |
| Жінки    | 24      | 3                  | 17               | 4                    |
| Разом    | 60      | 13                 | 42               | 5                    |